# 可關斷晶閘管
可关断晶闸管（英文：Gate Turn-Off thyristor，縮寫：GTO）是一种派生自普通单向晶闸管的大功率全控型半導體器件，它既保留了普通单向晶闸管耐压高、电流大的特性，又具备了自关断能力。

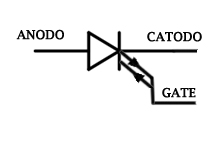
电路符號
结构示意
等效电路图

## 构造
可关断晶闸管的结构和普通单向晶闸管一样，由PNPN四层半导体构成，外部有三个电极，即门极G、阳极A和阴极K。
普通单向晶闸管只构成一个单元器件，而可关断晶闸管则是一种多元的功率集成器件，它的内部由数十个甚至数百个共阳极的小型GTO单元并联在一起。

## 工作原理
普通单向晶闸管在门极信号触发之后，撤去信号也能维持导通，欲使其关断，必须切断电源或施以反向电压强行关断，这就需要增加换向电路，不仅使控制电路的体积、质量增加，而且会降低效率，产生波形失真和噪声；而可关断晶闸管克服了这些缺陷，既可通过门极信号导通，又可通过门极信号关断，其借助外部的缓冲电路来导通和关断电流。

### 导通
导通由门极和阴极端子之间的“正电流”脉冲完成，由于门极-阴极的组合结构类似于PN结，因此两极之间存在相对较小的电压。导通期间的GTO具有限制电流上升的最大dI/dt额定值，保证其在达到全电流之前达到开启状态，如果超过该额定值，距离栅极触点最近的GTO区域将过热，并因过电流而熔化。dI/dt的速率通常通过饱和电抗器（导通缓冲器）控制。
GTO的导通dI/dt比普通晶闸管的约束要小，然而GTO中的导通现象不可靠，即使导通后也必须保持较小的门极正电流以提高导通的可靠性。

### 关断
关断由门极和阴极端子之间的“负电压”脉冲完成，一些正向电流（占比约1/3至1/5）用于感应出阴极-门极电压，这反过来会使正向电流下降，引致GTO关断。关断期间必须限制GTO的正向电压（通常约为正向阻断电压额定值的20%）直到电流消失，如果关断时电压上升过快，高电压和大电流将集中在GTO的一小部分上，导致其炸裂，因此需要在其周围增加大量缓冲电路进行限制。
GTO的关断时间较长，在正向电流下降后，存在一个长尾时间，期间剩余电流继续流动，直到管内所有的剩余电荷均被导出为止；但即便如此，GTO的关断速度仍可比普通晶闸管快约十倍。

## 性能参数
- 最大可关断阳极电流 IATO ：即GTO的铭牌电流，它与门极关断负电流波形、阳极电压上升率、工作频率及电路参数变化等因素相关。
- 关断增益 βoff ：定义为最大可关断电流与门极负电流最大值之比，表示GTO的关断能力。当门极负电流上升率一定时，关断增益与可关断阳极电流成正相关；当可关断阳极电流一定时，其则与门极负电流上升率成负相关。采用适当的门极电路，很容易获得上升较快、幅值足够的门极负电流，因此在实际应用中不必追求过高的关断增益。
- 阳极尖峰电压UP ：指在GTO的关断过程中，正向电流下降时在下降曲线尾部出现的极值电压，它等于GTO缓冲电路中的杂散电感与阳极电流在下降时间内变化率的乘积。当GTO的阳极电流增加时，尖峰电压几乎线性增加，增加到一定值之后就会导致GTO损坏。为了减小尖峰电压，必须尽量缩短缓冲电路的引线，减小杂散电感，并采用快恢复二极管及无感电容。[1]

## 用途

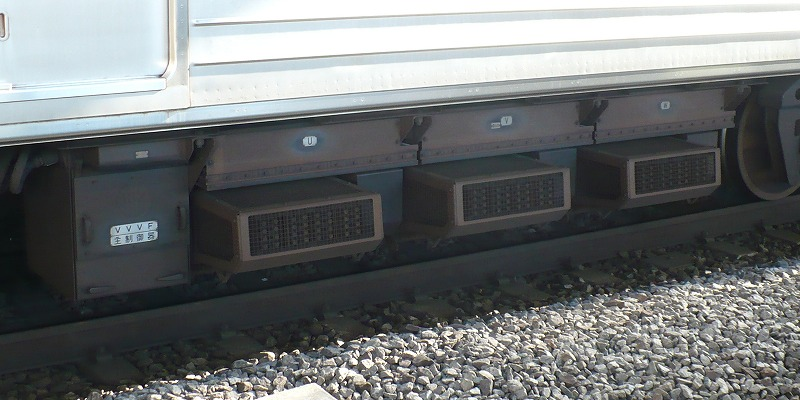
使用 GTO 的 RG621-A-M 型牵引逆变器，安装在东急1000系电车列车上

可关断晶闸管具有工作频率高（1 kHz 左右）、使用方便的优点，广泛应用于逆变器、电网动态无功补偿和大功率直流斩波调速等领域；其曾作為斩波器和VVVF牽引逆變器中的主要開關元件，用於控制供铁路和地铁列车使用的牽引電動機（该应用目前正逐渐被绝缘栅双极晶体管取代）。

## 参照
- 绝缘栅双极晶体管（IGBT）
- 基體閘換向閘流體（IGCT）